# Dharchula
Dharchula is een nagar panchayat (plaats) in het district Pithoragarh van de Indiase staat Uttarakhand. 

## Demografie
Volgens de Indiase volkstelling van 2001 wonen er 6.424 mensen in Dharchula, waarvan 54% mannelijk en 46% vrouwelijk is. De plaats heeft een alfabetiseringsgraad van 75%.

## Galerij

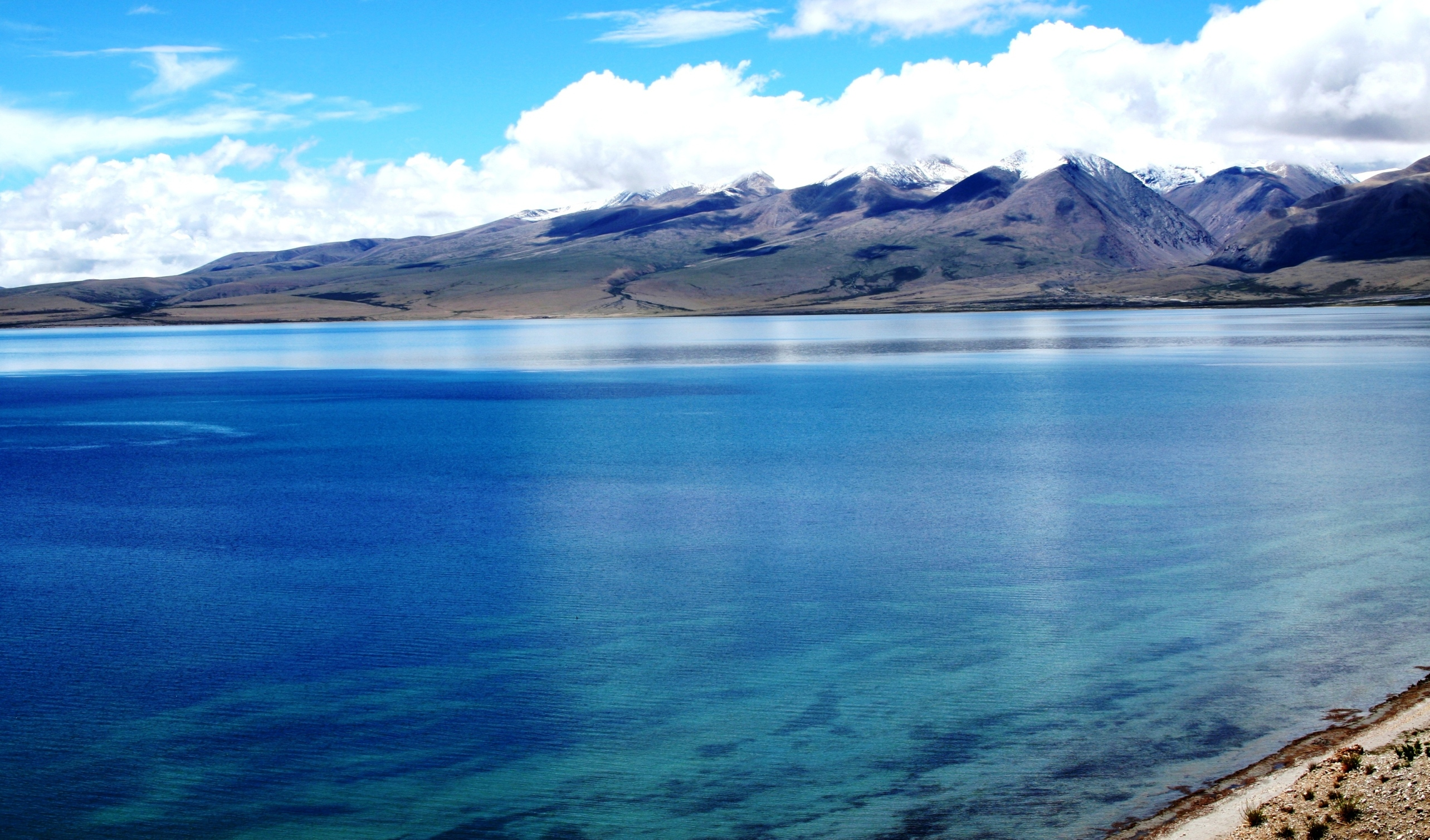
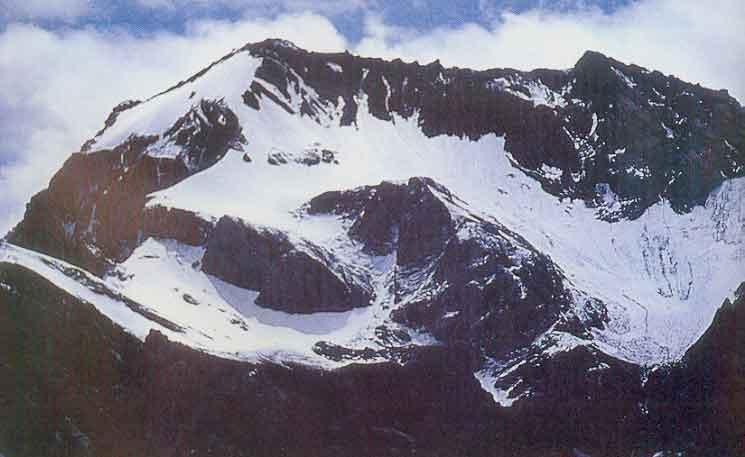